# Филострат I
Филострат I — древнегреческий философ-софист и драматический поэт, уроженец острова Лемнос, живший в Афинах во 2 веке нашей эры. Его считают автором произведения под названием « О комедии», однако его авторство сомнительно. Ему также приписывается диалог «Нерон» (однако другие учёные считают автором этого произведения его сына). Хронологически он был первым софистом из семьи Филостратов. Он был сыном Вера и отцом Флавия Филострата.